# Palace Skateboards
Palace Skateboards est une marque anglaise de skateboards et de vêtements fondée en 2009 par Lev Tanju. Dans le skate, la marque fabrique principalement des planches de skates et des roues. Le logo a été réalisé par Fergus Purcell et est inspiré du triangle de Penrose, une figure géométrique dîte « impossible ».

## Histoire
La marque est fondée en 2009 par Lev Tanju car il « voulait juste faire des skateboards qui étaient beaux et qui skataient bien ». Celui-ci a découvert le skateboard vers l’âge de 18 ans.
Le nom vient du nom du gang de skate de Lev Tanju, le Palace Wayward Boys Choir. La marque fabrique des planches, des roues de skateboards et des vêtements streetwear souvent dessinés par Lev Tanju lui-même. Celle-ci est parfois citée comme étant le pendant britannique de Supreme.

## Mode
La marque est aussi connue grâce à ses habits. Lev Tanju s'est beaucoup inspiré de la culture underground et sportive britannique des années 1990.
Plusieurs célébrités ont déjà porté des vêtements Palace.

## Team
Palace Skateboards sponsorise quelques riders dont Lucas Puig.

## Collaborations
La marque britannique a effectué plusieurs collaborations avec d'autres marques comme Polo Ralph Lauren, Berghain, Adidas, Reebok, Umbro ou Bronze 56k.